# 東北東ソー化学
東北東ソー化学株式会社（とうほくとうソーかがく、英: TOHOKU TOSOH CHEMICAL CO.,LTD）は、山形県酒田市に本社を置く化学メーカー。東ソーの完全子会社で、無機化学品や化学肥料などの製造を行う。前身となる鐵興社は1925年に創業した。

## 主な製品
- 無機化学品 - 次亜塩素酸ナトリウムなどの水処理剤、水酸化ナトリウム、液体塩素など。
- 肥料等 - 熔成リン肥、化成肥料、プロピオン酸（飼料添加物）など。
- 電子材料 - 液晶原料用酸化インジウムスズ（ITO）
- 炭酸カルシウム

## 沿革
- 1925年（大正14年）3月 - 佐野隆一によって合名会社鐵興社創業。主にフェロアロイを製造。
- 1937年（昭和12年） - 株式会社鐵興社酒田大浜工場開設、翌年より苛性ソーダ・塩酸・晒粉の製造を開始。
- 1939年（昭和14年） - 自家用水力発電操業開始（1955年に東北電力に譲渡）。同年、フェロアロイ製造開始（1967年に事業分離、現在は日本重化学工業にて事業継続中）。
- 1940年（昭和15年） - 花王石鹸株式会社長瀬商会との折半出資により、日本有機株式会社（現・花王）設立[2][3]。
- 1949年（昭和24年） - 液体塩素と塩化ビニルの製造開始。塩ビは1971年に東洋曹達工業（現・東ソー）四日市工場に移管。
- 1968年（昭和43年） - 宮城県石巻市に石巻工場開設。
- 1975年（昭和50年） - 東洋曹達工業と合併（これにより日経平均株価から除外）。
- 1983年（昭和58年） - 東洋曹達工業より分離、東北東ソー化学株式会社設立。
- 1994年（平成6年） - 秋田県能代市に能代工場新設。
- 2011年（平成23年）3月11日 - 東日本大震災で被災したため石巻工場の製造中止。

## 事業所
- 本社・酒田工場 - 〒998-0064 山形県酒田市大浜一丁目4番16号

塩素、水酸化ナトリウムなどのソーダ製品、プロピオン酸、ITOを製造。
- 能代工場 - 〒016-0807 秋田県能代市字大森山1番54

炭酸カルシウムを製造。
- 仙台営業所 - 〒980-0014 宮城県仙台市青葉区本町一丁目11番1